# 공손범
공손범(公孫範, ? ~ ?)은 후한 말기 북평 태수 공손찬(公孫瓚)의 종제이다.

## 생애
원소(袁紹)는 기주를 향해 출병한 공손찬의 대군을 두려워하여, 발해태수직을 공손범에게 물려줌으로써 회유책을 쓰려 하였다. 그러나 공손범은 곧바로 원소를 배반하여 발해의 군대를 이끌고 원소를 공격하였다.
이 정황에 대해서는 이설이 있는데, 《한진춘추》에 따르면, 원소는 한복(韓馥)에게서 기주를 빼앗은 직후 공손범에게 발해태수의 지위를 양도하여 공손찬을 달래려 했다. 공손찬은 여전히 불만이었으므로, 사촌동생 공손월(公孫越)을 원소와 대립하고 있던 원술(袁術)에게 보내 원소가 임명한 예주자사 주앙(周昂)을 공격했지만, 이 싸움에서 공손월이 유시에 맞아 전사했기 때문에 더욱 원소에게 원한을 품은 것으로 나온다.

## 관련 인물
- 공손속
- 공손월
- 공손찬